# Brassica oxyrrhina
Brassica oxyrrhina är en korsblommig växtart som först beskrevs av Ernest Saint-Charles Cosson, och fick sitt nu gällande namn av Heinrich Moritz Willkomm. Brassica oxyrrhina ingår i släktet kålsläktet, och familjen korsblommiga växter. Inga underarter finns listade i Catalogue of Life.